# Vanessa Henneman

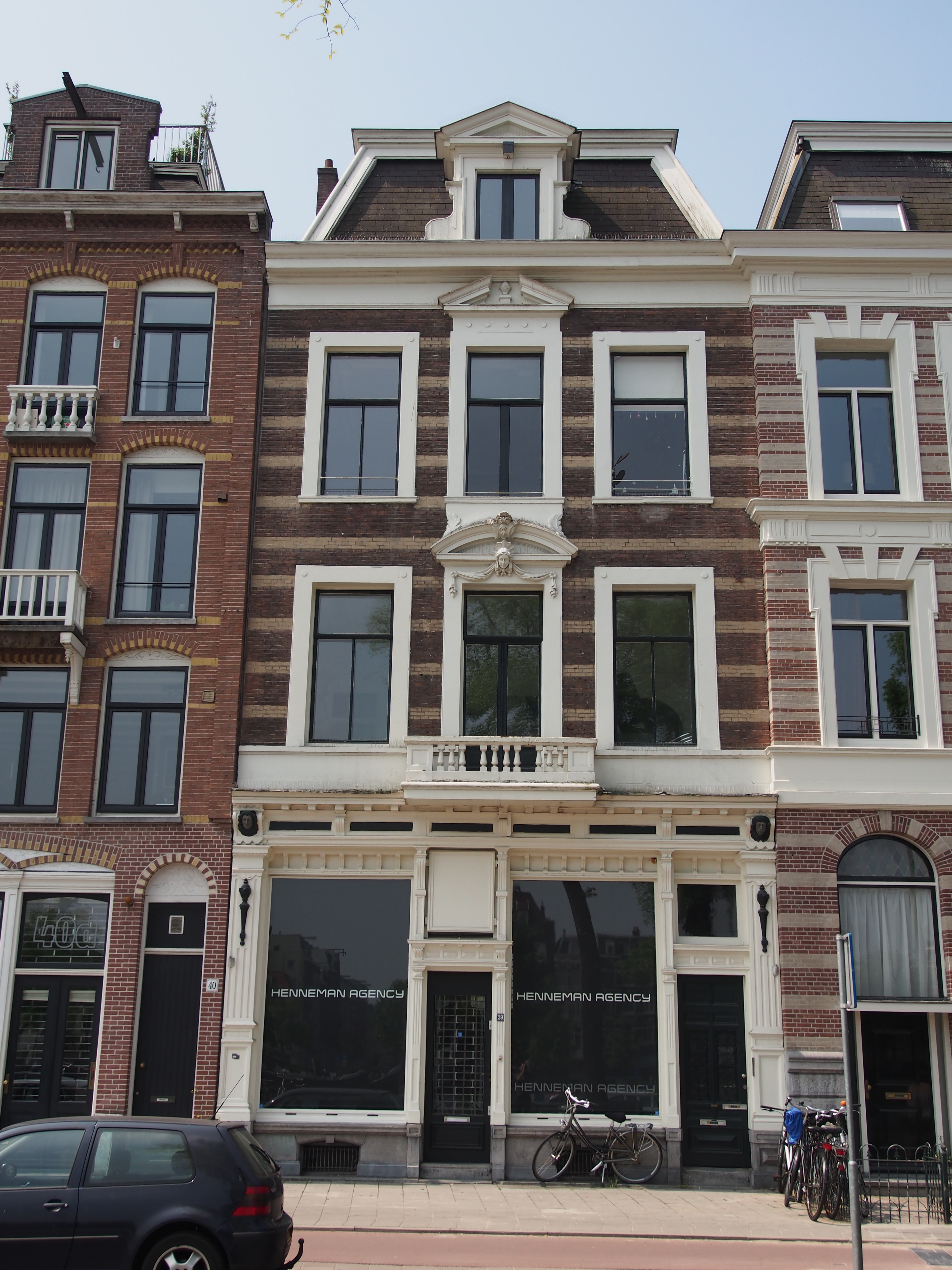
Henneman Agency aan de Amsteldijk (mei 2016)

Vanessa Henneman (Amsterdam, 29 oktober 1968) is manager en CEO bij en naamgever van Henneman Agency, een van de grootste talent en content managers/agentschappen van Nederland. 
Henneman is de dochter van kunstenaar Jeroen Henneman en actrice Annemiek Souwen. Zelf is ze getrouwd met acteur Daniël Boissevain.
Haar opleiding begon aan het ASVO (Amsterdamse Schoolvereniging voor Opvoeding en Onderwijs) in Amsterdam (1973-1981) waarna het Montessori Lyceum Amsterdam volgde (1981-1987). Ze begon in 1987 aan een studie rechten aan de Universiteit van Amsterdam, maar een jaar later stopte ze ermee. Ze ging studeren aan de Guildford School of Acting, maar dat bleek ook een studie van slechts één jaar. Ze ging verder studeren aan The London Institute, bachelor of arts, film and video (1989-1993). Van 1993 tot 1997 bekleedde ze diverse functies binnen de televisie- en theaterwereld, onder meer bij Valkieser. Tegelijkertijd pakte ze haar studie rechten (in deeltijd) weer op, die ze in 2002 afsloot. In aanvulling op die studie werkte ze als agent en manager bij Features Creative Management. Van daaruit richtte ze haar eigen bureau op, dat ze vestigde aan de Amsteldijk 39 en dat in 2021 elf personeelsleden kent. In 2015 sloot het bedrijf zich aan bij het European Talent Network. Zelf is ze bestuurslid van European Film Academy.
In dat jaar vertegenwoordigde het bedrijf tal van kunstenaars (acteurs, regisseurs, scenarioschrijvers) binnen de wereld van het toneel ,  televisie, film en dans. Te noemen zijn Barry Atsma, Gijs Blom, Ramsey Nasr, Isa Hoes, Kim van Kooten, Derek de Lint, Jacob Derwig en Georgina Verbaan. In genoemd jaar stapten Carice van Houten en Halina Reijn over naar haar kantoor.    